# Ammar al-Baluchi

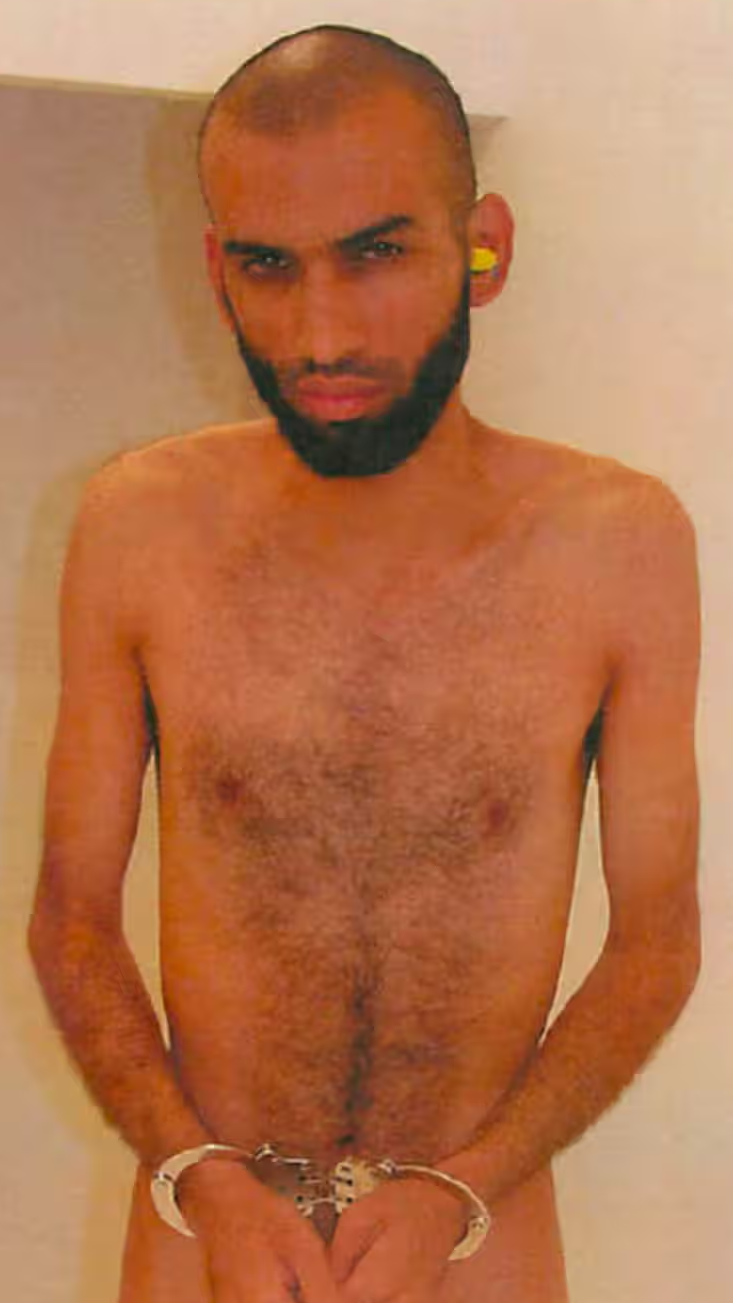
al-Baluchi circa 2004

Ammar al-Baluchi (in arabo عمار البلوشي‎?; Kuwait City, 1977) è un terrorista e informatico pakistano, sotto custodia dalle autorità statunitensi nel campo di prigionia di Guantánamo, a Cuba.

## Nella cultura di massa
Nel film del 2012 Zero Dark Thirty, Al-Baluchi appare all'inizio del film anche se non specificato il suo nome completo. Inoltre l'agente della CIA che lo interroga, Dan, gli risponde: "Tu disonori l'umanità. Tu e tuo zio, tremila innocenti avete fatto morire." Ciò si deduce quindi che nel film Ammar sia il nipote materno di Khalid Shaykh Muhammad (il cooperatore degli attacchi dell'11 settembre 2001) e cugino di Ramzi Yusuf (organizzatore dell'attacco al World Trade Center del 1993).